# 頭石巷站
头石巷站（英語：Headstone Lane railway station）是伦敦地上铁沃特福德直流电铁线的一座车站，位于伦敦的哈羅區，属于第5收费区。

## 概況
本站位於头石，拥有2个站台，之间用天桥连接。自倫敦地上鐵接管本站後，增加了自動售票機和驗票閘門等設備，並增加了若干進出本站的通道以及在本站使用蠔卡。目前每小時有3班列車通過本站。

## 歷史
1913年，本站開通。1917年至1982年，本站隶属于伦敦地铁贝克卢线。之后本站由Silverlink接管。直至2007年，本站被伦敦地上铁管理至今。

## 其他
由於伦敦地铁贝克卢线將在2025年左右大量更新車輛，預計屆時伦敦地铁贝克卢线將重新服務沃特福德直流电铁线和本站，而倫敦地上鐵亦將撤回在此路線和本站的服務。